# Uroxita
La uroxita és un mineral de la classe dels minerals orgànics. Rep el nom per la seva composició: uranil (UR) i oxalat (OX).

## Característiques
La uroxita és un oxalat de fórmula química [(UO₂)₂(C₂O₄)(OH)₂(H₂O)₂]·H₂O. Va ser aprovada com a espècie vàlida per l'Associació Mineralògica Internacional l'any 2018, sent publicada per primera vegada el 2020. Cristal·litza en el sistema monoclínic. La seva duresa a l'escala de Mohs és 2.
Les mostres que van servir per a determinar l'espècie, el que es coneix com a material tipus, es troben conservats a les col·leccions mineralògiques del Museu d'Història Natural del Comtat de Los Angeles, a Los Angeles (Califòrnia) amb els números de catàleg: 73514 i 73515 (mina Burro), 73516 i 73517 (mina Markey).

## Formació i jaciments
Va ser descrita a partir de mostres obtingudes a dues mines dels Estats Units: la mina Burro, situada al districte miner de Slick Rock, al comtat de San Miguel (Colorado), i a la mina Markey Mine, al Red Canyon del comtat de San Juan (Utah). Aquests dos indrets són els únics de tot el planeta on ha estat descrita aquesta espècie mineral.